# Щекоцины
Щекоцины (пол. Szczekociny) — город в Польше, входит в Силезское воеводство, Заверценский повят. Административный центр городско-сельской гмины Щекоцины. Занимает площадь 17,98 км². Население — 4115 человек (на 2004 год).

## История
26 мая (6 июня) 1794 года в ходе восстания Костюшко близ города происходило упорное сражение между поляками (около 26 тысяч) под начальством Т. Костюшко и русско-прусскими войсками (до 23,5 тысяч) под начальством короля Фридриха-Вильгельма II. Согласно «ЭСБЕ»: Бой шел с переменным успехом; но когда пруссаки обошли левый фланг противника и к союзникам подошли их резервы, то поляки, не выдержав общего натиска, отступили. Преследования со стороны союзников не было вследствие чрезвычайного утомления их войск. У поляков выбыло из строя до 3-х тысяч солдат; пруссаки потеряли 500 человек, потери русских войск были ещё меньше.
3 марта 2012 года недалеко от города произошла железнодорожная катастрофа, причиной которой стало столкновение двух поездов. В результате катастрофы погибло 16 человек и ранено более 60 человек.

## Памятники
- Памятник евреям из Щекоцин. Открыт в 2013 году.[3]